# Parque Urbano Central (Santa Cruz)
El Parque Urbano Central es un parque urbano público en la zona este de la ciudad de Santa Cruz de la Sierra en Bolivia. Es el parque público más grande de la ciudad, con una superficie de 20 hectáreas. Se encuentra en el Distrito 11 de la ciudad y limita por el oeste con la avenida Argentina, al norte con la avenida Capitán Mariano Arrien, al este por el segundo anillo (avenida Santa Cruz) y al sur por la avenida Teniente Mamerto Cuellar. Es considerado un pulmón de la ciudad ya que cuenta con 2.300 árboles de 113 especies y 600 arbustos.
El parque ocupa los terrenos que pertenecieron anteriormente a la Empresa Nacional de Ferrocarriles del Estado, donde se albergaba una pequeña estación para el uso de pasajeros con destino a Brasil o Argentina.

## Características
El parque urbano cuenta con parques infantiles, canchas, churrasqueras, ciclovías, y un anfiteatro con capacidad para 2 mil personas sentadas. Uno de sus principales atractivos es su fuente de aguas danzantes que, al anochecer, dan su espectáculo al ritmo de la música y las luces. Por las mañanas y al atardecer las personas aprovechan los senderos y gimnasios al aire libre para hacer alguna actividad física.
En el acceso del lado oeste se encuentra el Monumento Cumbre de las Américas, un monumento formado por dos grandes torres de ladrillo construido diseñado por el célebre arquitecto suizo, Mario Botta e inaugurado en 1996.
En la parte exterior del ingreso principal se encuentran pequeñas cabañas de motacú, donde se venden refresco típicos de la región, como el agua de coco, somó, chicha, mocochinchi y copoazú.